# اليوم العالمي للتوعية بسرطان الغدد الليمفاوية
اليوم العالمي للتوعية بسرطان الغدد الليمفاوية أو اليوم العالمي للتوعية باللمفوما (اختصارًا WLAD) هو يومٌ عالميٌ يحتفل فيه في 15 سبتمبر من كل عام وهو يوم مخصص لزيادة الوعي بسرطان الغدد الليمفاوية، وهو شكل شائع بشكل متزايد من السرطان. إنها مبادرة عالمية تستضيفها منظمة Lymphoma Coalition (LC)، وهي منظمة شبكية غير ربحية تضم 83 مجموعة من مرضى اللمفوما من 52 دولة حول العالم. أطلق هذا اليوم عام 2004 بهدف رفع مستوى الوعي العام بسرطان الغدد الليمفاوية هودجكين وغير هودجكين من حيث التعرف على الأعراض والتشخيص المبكر والعلاج.
يتزايد معدل الإصابة بالورم الليمفاوي، وهو مرض يهدد الحياة. يعيش مليون شخص حول العالم مع الورم الليمفاوي ويتم تشخيص ما يقرب من 1000 شخص بهذا المرض كل يوم، ولكن لا يزال هناك وعي ضئيل جدًا بعلامات وأعراض الورم الليمفاوي.
يظهر مسح المرضى العالمي لعام 2008 أن:
- عند سؤالهم عما إذا كانوا يعرفون العقد الخاصة بهم، قال نصف الأشخاص فقط (49 بالمائة) إنهم يعرفون ما تفعله العُقد.[6]
- على الرغم من أن معظم المستجيبين قد سمعوا عن سرطان الغدد الليمفاوية، إلا أن 52 بالمائة من الناس لا يعرفون عنه سوى القليل أو لا شيء على الإطلاق.[6]
- لم يكن ثلثا المشاركين (67 بالمائة) على علم بأن الليمفوما هي نوع من أنواع السرطان وأنها من أسرع معدلات الإصابة نموًا في جميع أنحاء العالم.[6]
- 90 بالمائة من الناس لا يعتقدون أن ما يتم القيام به لتمويل أبحاث سرطان الغدد الليمفاوية كافٍ.[6]

إن زيادة الوعي بالورم الليمفاوي سوف يسمح للناس في جميع أنحاء العالم بالتعرف بشكل أفضل على علاماته وأعراضه، مما يؤدي إلى التشخيص المبكر والعلاج في الوقت المناسب. وسوف يؤدي تعزيز الوعي أيضًا إلى تمكين المرضى وأسرهم من المطالبة بالعلاج والرعاية المتخصصة من أطباء الأورام اللمفاوية المؤهلين، فضلاً عن الحصول على إمكانية الوصول إلى أحدث المعلومات والدعم والعلاج.

## حملات الغدد الليمفاوية

#### تعرف على عقد الليمفاوية
تعرف على عقدك الليمفاوية هي حملة توعية عامة تم إنشاؤها استنادًا إلى فكرة أن الناس يعرفون القليل عن أجهزتهم الليمفاوية، وبالتالي عن سرطان الغدد الليمفاوية. كشفت دراسة استقصائية دولية أجراها تحالف الليمفوما عام 2006 أن ما يقرب من ثلاثة أرباع الأشخاص (74%) لا يدركون أن الليمفوما نوع من السرطان، وأقل من نصفهم (49%) لديهم أي معرفة عنها. بناءً على هذه النتائج، تم إطلاق حملة "تعرف على عقدك الليمفاوية" لتوعية الناس بأساسيات العقد الليمفاوية، الجهاز الليمفاوي، وسرطان الغدد الليمفاوية، وذلك تزامنًا مع اليوم العالمي لسرطان الغدد الليمفاوية.
يهدف برنامج اعرف عقدك الليمفاوية إلى إشراك الأشخاص في جميع أنحاء العالم في التعرف على المزيد حول العقد الليمفاوية والجهاز الليمفاوي وعلامات وأعراض الورم الليمفاوي. يمكن أن تكون علامات وأعراض الليمفوما مشابهة لأمراض أخرى أقل خطورة، وسوف يسمح الوعي المتزايد بالليمفوما للناس في جميع أنحاء العالم بالتعرف بشكل أفضل على علاماتها وأعراضها، مما يؤدي إلى التشخيص المبكر والعلاج في الوقت المناسب.

#### منارات الأمل
تم إنشاء برنامج "منارات الأمل" في عام 2006 للاحتفال بالأشخاص الملهمين في جميع أنحاء العالم الذين تأثروا بالورم الليمفاوي. طُلب من أعضاء تحالف الليمفوما ترشيح الأفراد المصابين بالليمفوما والذين عملوا كسفراء عالميين لـ منارات الأمل. ينشر السفراء كلمة الأمل في جميع أنحاء العالم، ويجلبون معهم تجربة الحياة الواقعية إلى WLAD.

#### نادي الليمفوما
تأسس نادي الليمفوما في عام 2010 للتعرف على الأشخاص المصابين بجميع أنواع الليمفوما (ليمفوما هودجكين وغير هودجكين) وللمساعدة في زيادة الوعي بالليمفوما.

## تاريخ
منذ إطلاقها في عام 2004، حققت WLAD بصمة دولية، بدءًا من المعارض الفنية الملهمة في الأرجنتين، إلى جولات الدراجات في فرنسا، والندوات للمرضى في نيوزيلندا. وتستمر الحملة العالمية في توفير منصة للأطباء والممرضات ومجموعات دعم المرضى والمرضى وأسرهم لمشاركة المعرفة الحيوية حول سرطان الغدد الليمفاوية وعلاماته وأعراضه وكيف يؤثر على حياة الآلاف من الناس في جميع أنحاء العالم.
في عام 2007، أطلقت منظمة تحالف الليمفوما حملة "اعرف عقدك" على المستوى الدولي لمساعدة الناس على التعرف أكثر على العقد الليمفاوية، والجهاز الليمفاوي، ومرض الليمفوما.

## نبذة عن تحالف الليمفوما
تحالف الليمفوما هو منظمة شبكية غير ربحية لمجموعات مرضى الليمفوما. تأسست في عام 2003، وهي مبادرة عالمية مخصصة لرفع مستوى الوعي بالورم الليمفاوي، وهو شكل شائع من أشكال السرطان، وتعزيز صحة الأشخاص المتأثرين بالورم الليمفاوي في جميع أنحاء العالم. مهمتها هي:
- كن المصدر العالمي للحقائق والإحصائيات المتعلقة بالورم الليمفاوي
- تحسين الوعي والفهم للأورام اللمفاوية
- بناء القدرات لمجموعات الليمفوما الجديدة والموجودة.